# Ивица Каприви
Ивицата Капрѝви (на английски: Caprivi Strip; на немски: Caprivi Zipfel) е дълга и тясна ивица от територията на Намибия, която се вклинява между Ангола, Замбия и Ботсвана. Тя започва от североизточния край на основната част от територията на Намибия и достига до река Замбези. Дължината ѝ от 21 меридиан на изток до Зимбабве е около 450 km. Широчината ѝ е различна – от 32 до 105 km.

## География
Тази територия представлява равна долина, разположена в блатистите северни краища на Калахари. Намира се на надморска височина от 950 m. На изток и североизток ивицата е ограничена от река Замбези, която е гранична със Замбия. На юг е разположена Ботсвана, а на север е Ангола. В западната ѝ половина ивицата се пресича от река Окаванго. В средата ѝ преминава и река Куандо. И двете реки завършват с обширни делти в пустинята Калахари на територията на Ботсвана. Административно територията ѝ е част от две провинции на Намибия – Каприви и Окаванго.

## Природа
Ивицата Каприви е територия с тропически климат, характерен с високи температури и влажност. По време на дъждовния сезон, който е през месеците от декември до март, падат дъждове в голямо количество, това е най-влажният регион в Намибия. Гъстата растителност покрай реките, гъстите гори, пясъчните дюни и блатата, срещани тук, силно затрудняват придвижването в района. Това е една дива, труднодостъпна и недокосната от цивилизацията местност. В района се срещат повече от 450 вида животни, като най-характерно е голямото разнообразие от птици. За защита на това растително и животинско многообразие в много от териториите на региона са учредени резервати и национални паркове. Най-големи са националните паркове Мамили и Мудуму. Това са места, които силно привличат и туристическия поток в Каприви. Поради тази цел в района е изграден и първият постоянен път с асфалтова настилка, наречен магистрала Транскаприви.

## Население
Броят на населението в Ивицата Каприви не е висок. Населението в района живее в неголеми села. Най-голямото населено място и административен център на региона Каприви е град Катима Мулило. Градът е разположен на река Замбези и се намира в източния край на ивицата. Този регион е населен предимно от народа лози, който спада към бантуезичните народи. Основната част от лози обаче живее в съседните Замбия и Ботсвана. Поминъкът на представителите му е животновъдство, лов и риболов, а също и земеделие. Отглеждат се основно царевица, дини и маниока. Населението в най-източните части на ивицата са принудени ежегодно да емигрират поради това, че река Замбези прелива и наводнява териториите в близост до нея. Западните части на ивицата са населени от значително по-малобройното племе сан, което е от групата на бушмените.

## История
В средата на 19 век част от територията на днешната ивица Каприви е населявана от народа кололо. С вожда на кололо английският пътешественик и мисионер Дейвид Ливингстън е имал близки приятелски отношения. Благодарение на този факт Ливингстън е използвал земите на кололо като база на своите пътешествия в Централна Африка. В края на 19 век кололо били притиснати от народа лози, нахлуващи от срещуположния бряг на река Замбези, и практически го изтласкали от териториите му.
Съгласно сключения през 1890 г. Занзибарски договор районът влиза в състава на Германска Югозападна Африка. Територията, известна днес като Ивицата Каприви, е трябвало да осигури на Германия суверенен достъп до река Замбези. Съвременното си название получава от канцлера на Германия по това време – граф Лео фон Каприви. След края на Първата световна война Ивицата Каприви, както и цялата бивша Германска Югозападна Африка минава под управлението на Южноафриканския съюз (по късно – на Република Южна Африка). През 1992 г. Намибия получава независимост от ЮАР.

## Движение за независимост на Каприви
Населението на Ивицата Каприви доста се различава от населението в останалата част на Намибия. Във връзка с този факт нееднократно са възниквали конфликти между народа лози и народа овамбо, който е най-многочисленият в северната част на Намибия. Конфликтите довеждат до провъзгласяването през 1994 г. на Фронта за освобождение на Каприви, който пледира за независимост на Каприви.
| Портал | Портал „Африка“ съдържа още много статии, свързани с Африка. Можете да се включите към Уикипроект „Африка“. |